# 刀刺在背传说

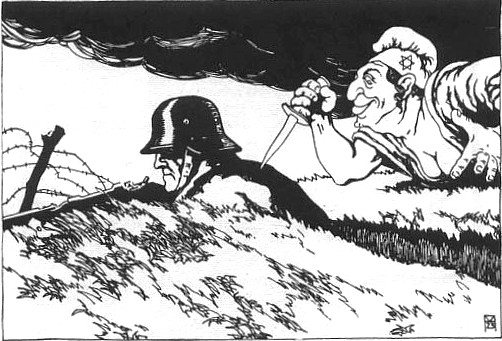
“刀刺在背”漫畫，1919年

刀刺在背传说（德語：Dolchstoßlegende，德語發音：[ˈdɔlçʃtoːsleˌɡɛndə] ⓘ；又译为匕首传说或背后一刀传说），是一种第一次世界大战后对戰爭罪責問題的民族主义解释和阴谋论延伸。該傳言認為：一戰德國會失敗，是因為德軍在前線作戰時，猶太人、社會主義者等群体，在國內煽動革命和輿論，使政府不得不向敵國投降，是帝国之敌。由于德国战败，不少德国民族主义者怀恨在心，就用这个传说谴责外国人与非民族主义者出卖德国。

## 缘由

### 对战争的看法
大多数德国人曾支持或参与第一次世界大战。在德国或较中立的角度来说，一般认为俄罗斯借助巴尔干问题扩张。很多德国人都视战争为对抗“东方侵略者”的永久抗争。考虑泛斯拉夫主義与俄国之扩张之餘，法国因普法战争之败而生的复仇主义也是开战的重要理由之一。对于德国人而言，英国也同样是机会主义者。由于德国的崛起必然意味着英国在贸易上的垄断会被打破，故此英国也被视为企图借助支持比利时的中立（德军的施里芬计划），肢解德意志帝国的势力。

### 社会分化
战争的开始，在最初的确消除了德国社会的分化。新教路德派教徒、天主教教徒、犹太人、社会民主主义者、右翼势力与自由主义分子都因战争而团结。不过，随着战争的变化，原本的分化再度出现。天主教徒、社民党人与犹太人对战争之热情减退，令其对国家的忠诚受到质疑。借此发战争财的人士与参加罷工的工人也遭到批评。克虏伯就因为替交战双方提供军备，而遭到别人的谴责。个人利益往往被其他行业牵引着。德国政府设立最高价格管制以干预经济，而商人则以转移生产目标作回应，造成物资短缺。以上情况令社会紧张，经济秩序受到破坏。在1917年，单单在德国就有五百次罢工，造成严重的经济损失。
社会之不安，虽然经常会被认为是由于经济问题导致，但根本原因是人民是否爱国以及集体主义化的程度多少。因为社会动荡导致德国的生产力在1917年到1918年时大幅下跌，根据后来的统计，如果社会动荡无法停止，此时的德国的生产力难以与英国、法国和美国打消耗战而取胜。德国作为欧陆大国，但她的工业产量与人口对比起整个协约国集团仍是相形见绌。

### 协约国的宣传
鲁登道夫断言，协约国要求之和议将与德拉古式条约无异。然而，受到协约国宣传影响的德国人民并不相信他的理论，却深信威尔逊的十四点和平原则。社会主义者、自由主义者以及德国社民党在战前早已是德国的著名民主派，协约国承诺和议与在其后恢复德国主权，更赢得以上党派的一致赞同，大力支持停战。因此随着战争的持续，德国的盟国也开始质疑打仗的理由。

### 凡尔赛条约
1918年11月11日，世界大战终于结束，而鲁登道夫的预言就几乎马上实现。虽然战争完结了，但英国继续封锁欧陆长达一年，加上国内社会动荡令德国物资短缺，民不聊生。魏玛共和国政府签署的凡尔赛条约，更被认为是极度苛刻：德国必须割让约一成的领土、让莱茵兰非军事化、让法国占领萨尔区和付出大量赔款（分70年还债，直到1988年）。对于他们来说，最重要的还是战争罪责条约：德国必须承认对发动战争的全部责任。
不过，在战后几年内，为了让德国能对抗苏联的扩张，协约国愿意减少赔款，德国最后只付出了赔款的八分之一，直到1932年洛桑会议。
德国投降后，协约国从没有占领德国领土，而当时西线的德军仍在法国北部。而且，当时列宁与德军议和，在3月签订了布列斯特-立陶夫斯克條約，德国夺得大量俄国在东欧之领土与赔款。这代表德国打败了俄罗斯，也表示当时德国无需担心东线的威胁，可以全力对抗西线。大部分德国人都深信德军所向披靡，根本没可能会战败。只要政府代表没有“卖国求荣”，而国家又没有因革命而崩溃，德军必将取胜。对部分德国人而言，即使必须求和，他们也相信协约国会根据十四点和平原则宽待德国。
条约之所以被认为是奇耻大辱，最主要还是它被认为严重损害德国主权与民族尊严，并且迫使德国几乎放弃了自扩张以来得到的所有利益。

### 强烈反响
于是，德国的民族保守主义者与前军事领导人就藉此諉过于人。最著名的代罪羔羊就是威玛共和国的领导层、馬克思主义者以及“国际犹太人”，亦即被认为通共或为富不仁的犹太人。以上人士统统被称为“十一月罪犯”，被指为出卖民族的罪人，包括批评德国民族主义、煽动叛乱、煽动军事工业之罢工与牟取暴利。最重要的是，“十一月罪犯”被指叛國，与所谓民族大义相违背。
以上的论调很大程度上源於停戰時德國仍保有部分軍事優勢：德国投降之时军隊仍然留在法国与比利时，德国本土几乎毫发无损。在1918年初，鲁登道夫发动的皇帝會戰更几乎兵臨巴黎，德國國民和一些前線官兵對於1918年下半年起在百日攻勢的軍事失利所知不多，結果在一種樂觀的、自認可以取勝的氣氛下意外地得知戰敗。不满现状的德国人，指责军事工业的工人在战事的紧急之際发动罢工，引致德军军备不足，令其失败，罢工乃叛国行为，而犹太人则要负上最大责任。
随着战争经济的发展和总体战之出现，如果没有内乱，德国本有可能取得战争的胜利。
无论如何，刀刺在背传说在战后广泛流传，后来并令极具种族主义色彩的纳粹党能借之获得公众的支持。1919年，德国革命仍然持续。共产党人成立了巴伐利亚苏维埃共和国，最后被右派的自由军团镇压并推翻。而反犹太主义者在借此进行宣传时，会强调其领导成员大多是犹太人，为犹太人扣上“卖国的共产党人”的名號。

## 后世用例
其他国家也出现了对军事失败后国家创伤的类似解释。例如，它被应用于美国对越南战争的参与，以及美利堅聯盟國失败的神话。